# Smalnarvar
Smalnarvar (Sagina) är ett släkte av nejlikväxter. Smalnarvar ingår i familjen nejlikväxter.

## Bildgalleri

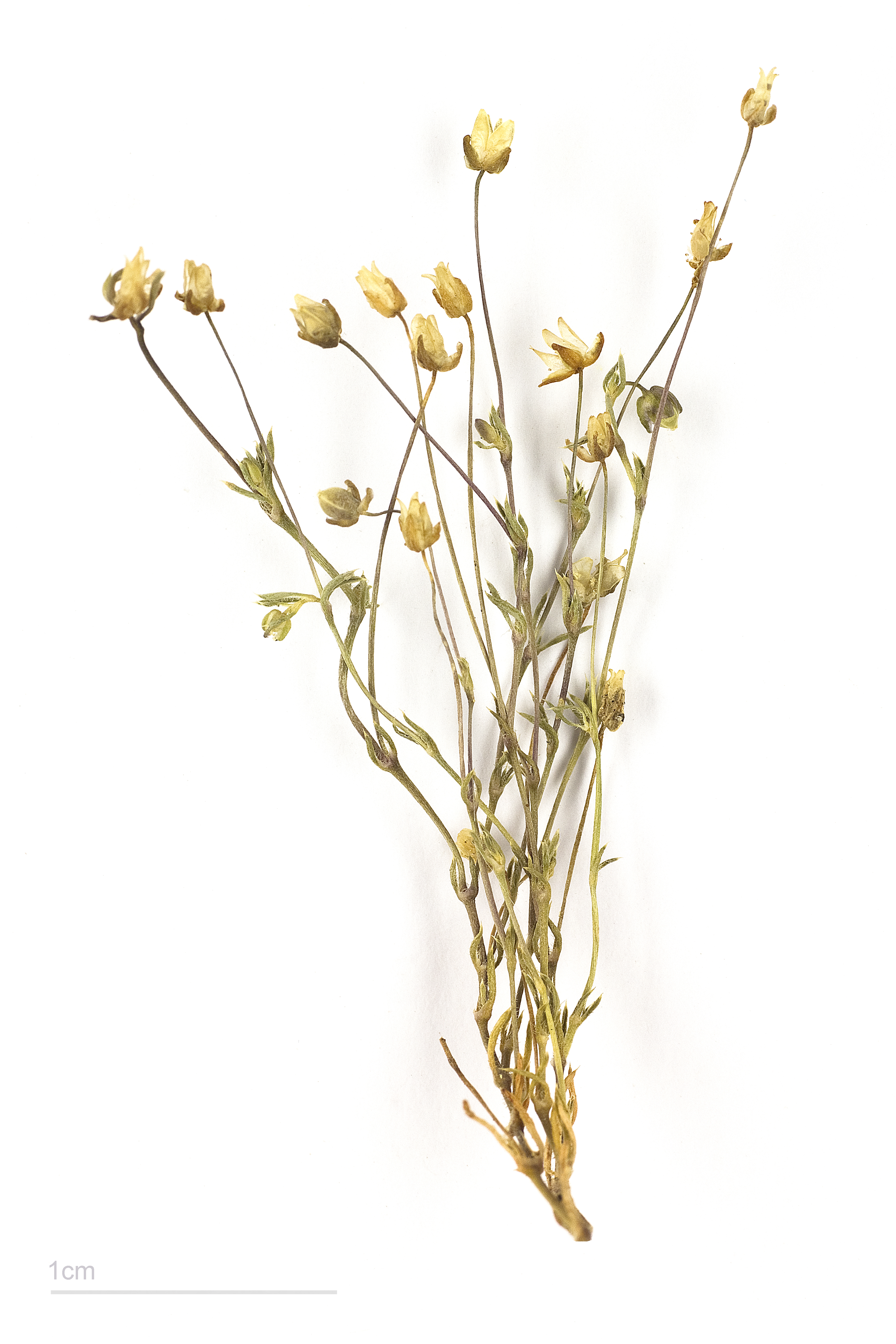
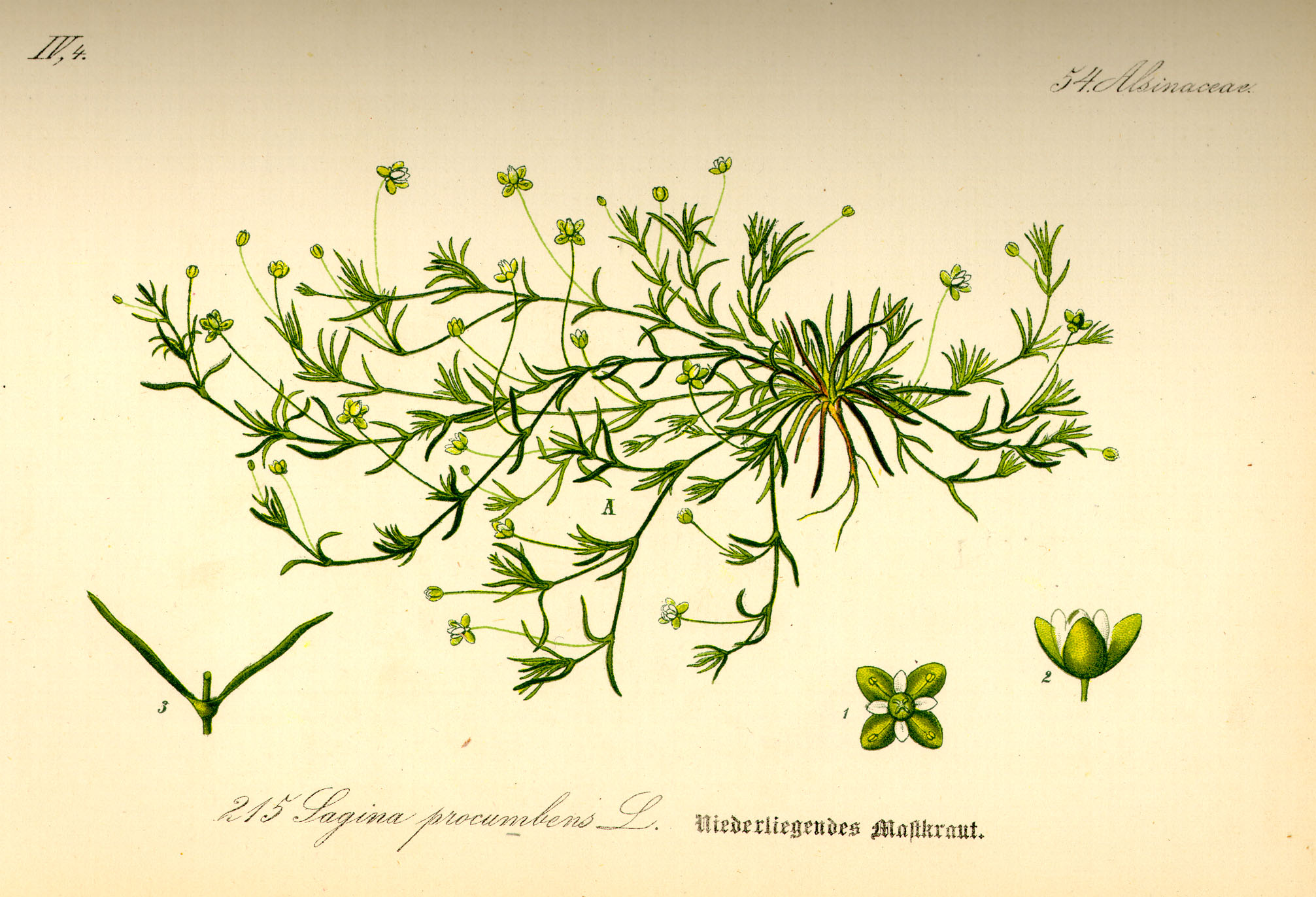
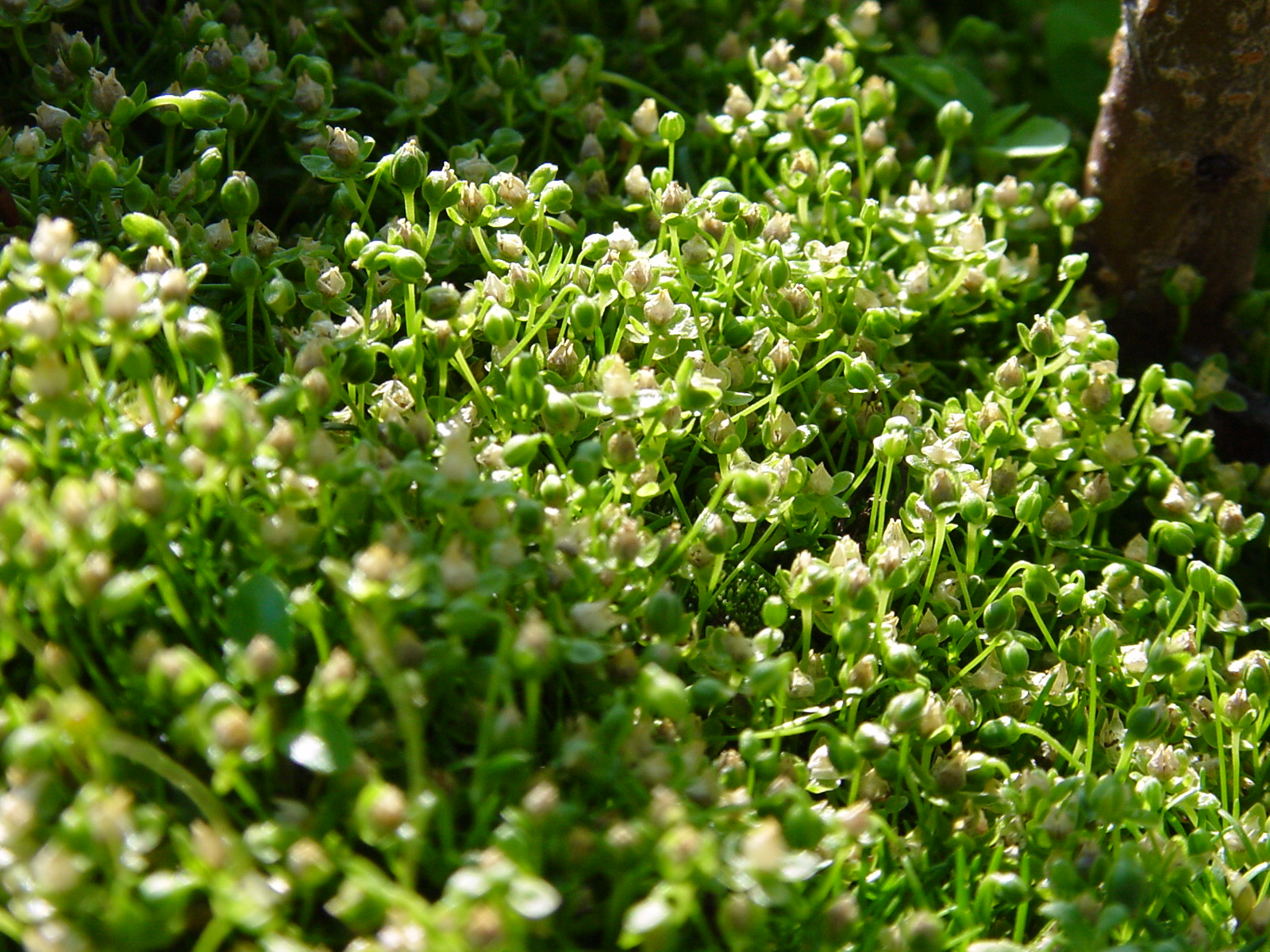
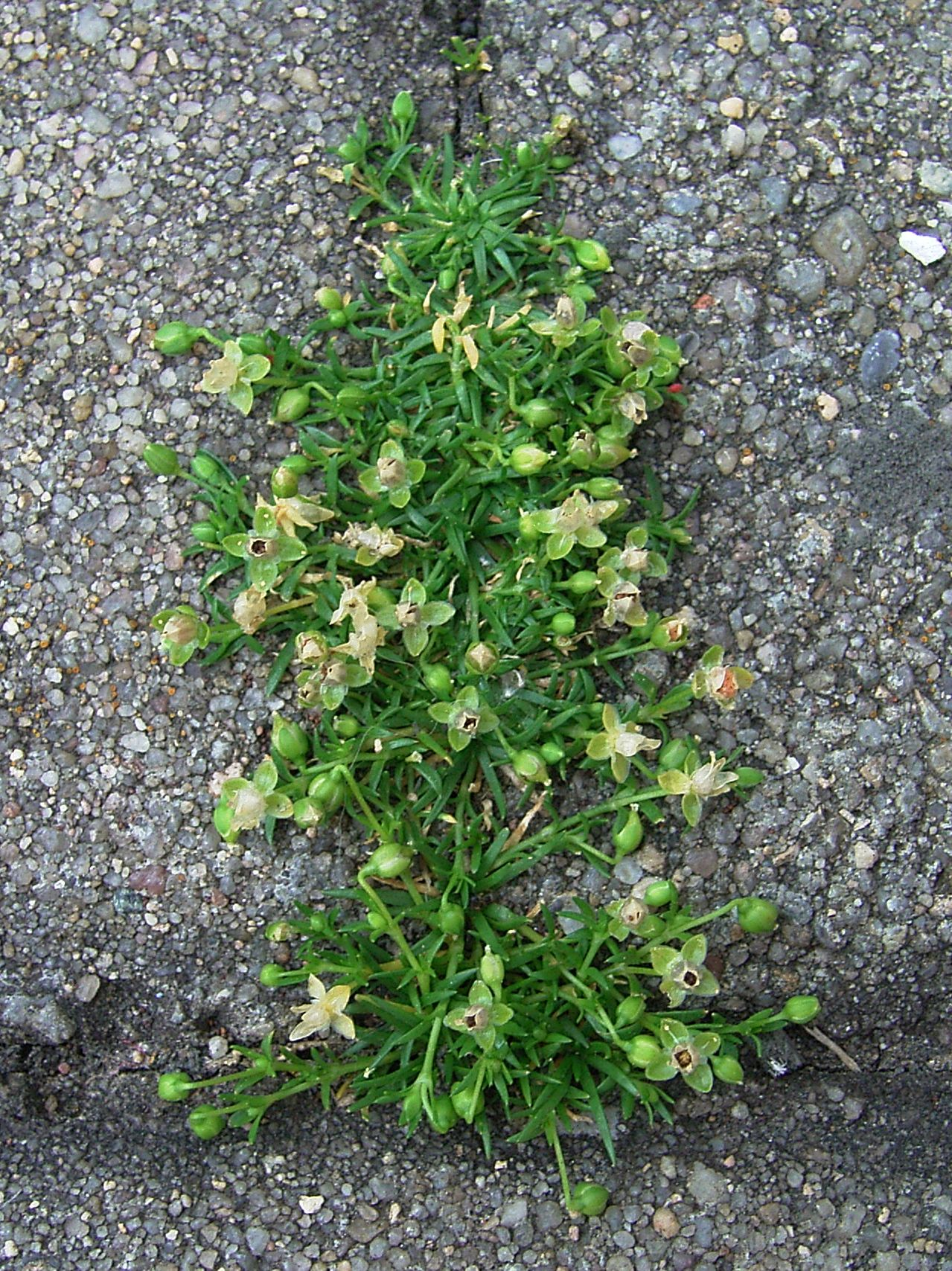

## Dottertaxa till Smalnarvar, i alfabetisk ordning[1]
- Sagina abyssinica
- Sagina afroalpina
- Sagina apetala
- Sagina belonophylla
- Sagina brachysepala
- Sagina caespitosa
- Sagina chilensis
- Sagina decumbens
- Sagina diemensis
- Sagina donatioides
- Sagina glabra
- Sagina graminifolia
- Sagina hochstetteri
- Sagina humifusa
- Sagina japonica
- Sagina libanotica
- Sagina maritima
- Sagina maxima
- Sagina micrantha
- Sagina micropetala
- Sagina monticola
- Sagina namadgi
- Sagina nivalis
- Sagina nodosa
- Sagina normaniana
- Sagina oxysepala
- Sagina papuana
- Sagina pilifera
- Sagina procumbens
- Sagina purii
- Sagina revelierei
- Sagina rupestris
- Sagina sabuletorum
- Sagina saginoides
- Sagina schiraevskii
- Sagina stridii
- Sagina subulata